# Kelurahan Kotabambu Utara
Kelurahan Kotabambu Utara är en administrativ by i Indonesien.   Den ligger i provinsen Jakarta, i den västra delen av landet. Huvudstaden Jakarta ligger i Kelurahan Kotabambu Utara.